# 小行星22848
小行星22848（22848 Chrisharriot）是一颗绕太阳运转的小行星，为主小行星带小行星。该小行星于1999年9月9日发现。

## 轨道参数
小行星22848的轨道半长轴为2.3913749 UA，离心率为0.151。